# 貓囒山
貓囒山（邵語：Fukaz a hudun），舊作猫囒山，是臺灣南投縣魚池鄉日月潭北側的一座山，亦為雪山山脈最南端的山之一，大致坐落於水社村、五城村與中明村交界，海拔1016公尺，是此三村的最高峰，在明潭四秀中排名第三，2006年由行政院體育委員會選為臺灣小百岳之一。周遭地區舊稱貓囒，此山遂由此得名。山頂為日月潭氣象站所在地，原設有三座基石，但均已遺失，現留有國土測繪中心補立的三等三角點5005號基石、「日月潭貓囒山」勒石，以及氣象站的一等衛星控制點。
貓囒山自日治時期開始發展茶業，尤以紅茶優之，是臺灣重要的產茶地，山腰現為行政院農業委員會茶改場的魚池分場，並設有茶葉文化展示館，介紹臺灣的茶文化。附近亦有日月老茶廠等製茶廠。

## 地理環境
貓囒山的山頂過去立有三等三角點5005號基石、14號基石、內補三等三角點216號基石等三座基石，現已佚失，一說是921大地震後整建氣象站時被挖除，改以「日月潭貓囒山」勒石代之。稜線南抵日月潭邊的水社聚落，東側隔頭股溪與魚池富山、大牛條山相望，西側以水里溪與五城山、五城口山、槌仔寮山等山相隔。山頂因經過整建，展望良好，可眺望山腳的日月潭、頭社盆地，以及日月潭對岸的水社大山、遠方的西巒大山等山。而在2024年3月23日，國土測繪中心執行陸測部基石的補建，補立了新的三等三角點5005號。

## 登山步道
貓囒山的登山口有東、西兩處。西入口位於台21線公路63公里處明潭國中生態池旁。可步行先到茶改場3.3公里、再到氣象站1.3公里，全程均是柏油路面的產業道路，步行全程來回約2至3小時。東入口位於竹石園旁邊，從東入口到茶改場有一貓囒山階梯步道。沿途為人為栽植的茶樹、錫蘭橄欖，以及中低海拔的針闊葉混合林。途經日治時期紅茶試驗所的員工宿舍、「台灣紅茶之父」新井耕吉郎紀念亭，以及運作中的貓囒山茶葉改良場，同時設有觀景台，可俯望台21線、日月潭一帶。山頂為氣象局日月潭氣象站，建有觀景平台及架有地圖說明板。山頂往西面可眺望水里溪對岸的集集大山，及九份二山。往北俯瞰埔里盆地、白葉山、桃米坑山及中台禪寺。